# Mit 10% mózgu

Pozycja ludzkiego mózgu w czaszce

Mit 10% mózgu – szeroko rozpowszechniony mit, który głosi, że większość lub wszyscy ludzie wykorzystują jedynie 10% swojego mózgu. Błędnie przypisywano go postaciom takim jak Albert Einstein. W związku z tym sugeruje się, że osoba może wzbudzić nieużyty potencjał i podnieść poziom swojej inteligencji.
Mimo że czynniki wpływające na inteligencję mogą polepszyć się wraz z treningiem, idea mówiąca, że duże części mózgu pozostają nieużywane, jest bezpodstawna. Chociaż mózg pozostawia naukowcom wiele do wyjaśnienia, każda jego część spełnia znaną funkcję.

## Obalenie mitu
Neurolog Barry Gordon opisuje mit jako śmiesznie nieprawdziwy, dodając: „używamy praktycznie każdej części mózgu i większość jego części jest aktywna cały czas”. Neurobiolog Barry Beyerstein przedstawia siedem argumentów obalających mit:
- Badania mózgu. Jeżeli 90% mózgu jest zazwyczaj niewykorzystywane, uszkodzenie w tych rejonach nie powinno wpływać na człowieka. Jednakże w mózgu prawie nie ma regionów, które po uszkodzeniu nie prowadzą do utraty zdolności. Nawet drobne uszkodzenia mózgu mogą mieć poważne skutki.
- Ewolucja. Mózg pochłania wielkie ilości tlenu i składników odżywczych w porównaniu z resztą ciała. Pomimo stanowienia jedynie 2% ciała może pochłaniać do 20% energii. Jeżeli 90% mózgu byłoby niepotrzebne, istniałaby wielka szansa przeżycia ludzi z mniejszymi, bardziej wydajnymi mózgami. Gdyby to była prawda, proces naturalnej selekcji wyeliminowałby nieefektywne mózgi. Tym samym jest wysoce nieprawdopodobne, że mózg o takiej dużej zbędnej przestrzeni mógł ewoluować.
- Obrazowanie mózgu. Technologie takie jak pozytonowa emisyjna tomografia komputerowa (PET) i funkcjonalny rezonans magnetyczny (fMRI) pozwalają monitorować aktywność ludzkiego mózgu. Ukazują, że nawet w trakcie snu wszystkie części mózgu wykazują pewien poziom aktywności. Tylko w przypadkach poważnych uszkodzeń mózg posiada „ciche” regiony.
- Lokalizacja funkcji. Mózg działa nie jako pojedyncza masa, a raczej jako zbiór obszarów odpowiedzialnych za różne sposoby przetwarzania informacji. Dekady badań obejmowały funkcje poszczególnych regionów, nie znaleziono miejsca bez swojej funkcji.
- Analiza mikrostrukturalna. W technice zwanej single-unit recording(inne języki) badacze wprowadzają małą elektrodę do mózgu i badają aktywność pojedynczej komórki. Jeżeli 90% komórek byłoby nieużywanych, technika ta wykazałaby to.
- Badania nad metabolizmem. Inna technika naukowa obejmuje badanie reakcji mózgu na oznaczone radioaktywnie cząsteczki 2-deoksyglukozy. Gdyby 90% mózgu było nieużywane, nieaktywne komórki ukazałby się jako puste miejsca w radiografii mózgu. Nie odnotowano takich wyników.
- Choroby neurologiczne. Komórki mózgu, które nie są używane, mają tendencję do degeneracji (zanikania). Stąd, jeżeli 90% byłoby nieaktywne, autopsja mózgu dorosłego człowieka wykazałaby dużą degenerację.

## Literatura i film
Mit występuje m.in. w filmach Lucy w reżyserii Luca Bessona oraz Jestem Bogiem w reżyserii Neila Burgera.